# Svoldrup
Svoldrup er en bebyggelse beliggende umiddelbart øst for Farsø i Vesthimmerlands Kommune. Svoldrup Kær og Enge findes syd for bebyggelsen.